# Eupithecia coetulata
Eupithecia coetulata là một loài bướm đêm trong họ Geometridae.